# STS-47
STS-47 var Endeavours anden rumfærge-mission.
Opsendt 12. september 1992 og vendte tilbage den 20. september 1992.
Missionens var et fælles NASA/NASDA projekt Spacelab-J.

## Besætning
- Robert Gibson (Kommandør)
- Curtis Brown (Pilot)
- Mark Lee (Nyttelast Specialist)
- Jan Davis (2. specialist)
- Jay Apt (3. specialist)
- Mae Jemison (4. specialist)
- Mamoru Mohri (Nyttelast Specialist) (NASDA)

## Missionen
- Endeavours lastrum
- To af astronauterne var kvinder